# Ayumi Kurihara
Ayumi Kurihara (栗原 亜弓 Kurihara Ayumi?, Mitaka, 13 de julio de 1984) es una luchadora profesional retirada conocida por su paso por Pro Wrestling Wave y NEO Japan Ladies Pro-Wrestling.

## Carrera en la lucha libre profesional
Kurihara comenzó a entrenar con la promoción de lucha libre profesional femenina AtoZ y luego se transfirió a M's Style, donde aprendió el oficio de las conocidas luchadoras japonesas Gami, Mariko Yoshida, Akino y Michiko Omukai. Kurihara debutó en 2005, a la edad de 20 años. En el «torneo de 1 día», Kurihara tuvo su debut profesional y derrotó a Gami cuando revirtió un intento de pinfall en un roll-up. Luego perdió su siguiente partido del torneo cuando Toshie Uematsu la venció con un prensa corporal volador. M's Style cerró en el otoño de 2006. El combate final fue un combate de equipos de seis personas, enfrentó a Tojuki Leon, Bullfight Sora y Kurihara contra Akino, Ohmukai y Yoshida. La generación más joven ganó el partido. Desde entonces, Kurihara ha luchado como independiente en Neo, JWP Project, JDStar, Ibuki y Pro Wrestling Sun. Cerca del final de su permanencia en M's Style, Kurihara incorporó un movimiento final más fuerte a su conjunto de movimientos. Se mostró a Ohmukai enseñándole cómo realizar un uranage, que luego utilizó en una victoria en equipo con Ohmukai contra Ayako Hamada y Cherry. En diciembre de 2006, Kurihara luchó contra Shuu Shibutani en un espectáculo especial dirigido a la próxima generación de luchadoras. Los aficionados votaron el combate como el mejor de la noche y ambas mujeres recibieron trofeos.

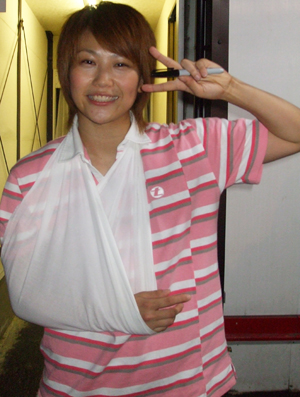
Kurihara en 2007 después de fracturarse la clavícula.

El 16 de julio de 2007, en el show Pro Wrestling NEO «Summer Stampede '07» en el Pabellón Korakuen, mientras formaba equipo junto a Shuu Shibutani contra Aoi Kizuki y Nagisa Nozaki, Kurihara se fracturó la clavícula al recibir un duro flying clothesline de Kizuki. Kurihara terminó el combate, conectando tres missile dropkicks más antes de anotar el pinfall. Regresó a la acción el 9 de diciembre de 2007 para competir en el evento principal en el show de retiro de Michiko Ohmukai, pero su lesión volvió a agravarse y obligó a necesitar cirugía. El 20 de diciembre de 2007, Kurihara se sometió a una cirugía en la que el médico le extrajo hueso y médula ósea de la cadera para usarlos para reconstruir su clavícula junto con una placa de titanio y tornillos.
A mediados de marzo de 2008, Kurihara comenzó nuevamente un entrenamiento ligero con Mariko Yoshida y en el U-FILE Dojo. Su regreso a la acción fue programado para el 14 de diciembre de 2008 en el Tokyo Shinjuku Face para su espectáculo producido personalmente titulado «Starting☆Over». En su evento luchó dos veces, primero en la victoria del combate de apertura contra Shuu Shibutani y luego en el evento principal, un 2-out-of-3 falls tag team match donde hizo equipo con Natsuki☆Taiyo contra las veteranas Akino y Nanae Takahashi. En agosto de 2009, Kurihara viajó a la Ciudad de México, México para participar en el espectáculo Dragonmania IV de Último Dragón el 25 de agosto de 2009, en la Arena México. También participó en algunos eventos independientes más pequeños mientras estaba en México y estrenó un nuevo disfraz con máscara, llamándose A☆YU☆MI. Kurihara hizo equipo con Yoshiko Tamura para desafiar a Nanae Takahashi y Kana por los campeonatos en parejas NEO el 31 de diciembre de 2009, en Korakuen Hall. Este fue el primer campeonato de la carrera de Kurihara. En febrero de 2010 se anunció que Kurihara y varios otros luchadores joshi aparecerían en la lucha libre profesional Shimmer Women Athletes en Berywn, Illinois, en sus shows de marzo. Kurihara también apareció para Jersey All Pro Wrestling el mismo mes.
El 10 y 11 de abril de 2010, Kurihara participó en las grabaciones de los volúmenes 29 al 32 de Shimmer Women Athletes. En el Volumen 29 derrotó a su compañera luchadora joshi Tomoka Nakagawa, en el Volumen 30 Nikki Roxx y en el Volumen 31 Sara Del Rey, antes de perder ante Daizee Haze por conteo en el Volumen 32.
Kurihara regresó a México a finales de mayo/principios de junio para su segunda gira. El 29 de mayo en el Lucha Fan Fest del Circo Volador de la Ciudad de México, A☆YU☆MI ganó el Campeonato Extremo Femenino X-LAW, un título de Xtreme Latin American Wrestling. Ese mismo día Kurihara regresó a la Arena México y a Dragon Mania V para una lucha en parejas, donde ella y Marcela derrotaron a Mima Shimoda y La Comandante. El 30 de mayo A☆YU☆MI participó en un combate de 8 mujeres en la Arena López Mateos para la Alianza Universal de Lucha Libre (AULL). Poco después, su rival, la luchadora joshi Tomoka Nakagawa, viajó a México para desafiar a A☆YU☆MI por su recién ganado cinturón de campeona. Después de que Nakagawa la derrotara en una lucha sin título el 3 de junio para IWRG en la Arena Naucalpan, A☆YU☆MI defendió con éxito el cinturón del título contra Nakagawa el 5 de junio en la Arena López Mateos para la promoción AULL nuevamente.
El 11 y 12 de septiembre de 2010, Kurihara regresó a Shimmer Women Athletes para participar en las grabaciones de la promoción de los volúmenes 33-36. En el Volumen 33 derrotó a Daizee Haze en una revancha del Volumen 32, en el Volumen 34 desafió sin éxito a Madison Eagles por el Campeonato de Shimmer, en el Volumen 35 derrotó a Cheerleader Melissa y finalmente en el Volumen 36 ella, Ayako Hamada, Cheerleader Melissa y Serena Deeb derrotaron a Daizee Haze, Tomoka Nakagawa, Madison Eagles y Sara Del Rey en una lucha de eliminación por equipos. El 31 de diciembre de 2010, Kurihara derrotó a Yoshiko Tamura en el combate de retiro de Tamura para ganar los Campeonatos Individuales Femeninos del Pacífico y NEO de NWA. El 1 de octubre de 2011, Kurihara y Ayako Hamada derrotaron a Daizee Haze y Tomoka Nakagawa para ganar el Campeonato en Parejas de Shimmer. El 8 de noviembre, Kurihara hizo su primera aparición como A★YU★MI, una versión villana de su personaje enmascarado.
El 26 de noviembre de 2011, Kurihara derrotó a Marcela en el evento principal de un evento de Ayumi Kurihara Produce para ganar el Campeonato Mundial Femenil de la promoción mexicana Consejo Mundial de Lucha Libre. Después de exitosas defensas del título contra Cherry y Hailey Hatred, Kurihara perdió el título ante Marcela el 9 de marzo de 2012, en la Ciudad de México. Después de siete defensas exitosas del título, Kurihara y Ayako Hamada perdieron el Campeonato en Parejas Shimmer ante Courtney Rush y Sara Del Rey el 18 de marzo en las grabaciones del Volume 48. El 16 de julio, Kurihara derrotó a Ryo Mizunami para ganar el Catch the Wave 2012 de Pro Wrestling Wave. El 19 de agosto, Kurihara se asoció con su entrenador Akino para derrotar a Aja Kong y Sonoko Kato por el Campeonato en Parejas de la Oz Academy.
El 28 de marzo de 2013, Kurihara anunció que, debido a las diversas lesiones que había sufrido durante su carrera, se retiraría de la lucha libre profesional el 4 de agosto. El 6 de abril, Kurihara regresó a los Estados Unidos para su última aparición en Shimmer Women Athletes, perdiendo ante Mercedes Martínez en el PPV de Internet Volume 53. El evento de retiro de Kurihara, titulado «Thank You for Everything», se llevó a cabo el 4 de agosto en Korakuen Hall y fue producido por Zabun, la compañía detrás de Pro Wrestling Wave. Kurihara luchó en dos combates durante el evento; primero derrotó a su aprendiz Mika Iida en el combate de apertura y luego formó equipo con Iida y Akino en un evento principal de equipos de seis mujeres, donde derrotaron a Aja Kong, Gami y Tomoka Nakagawa, con Kurihara derrotando a Kong para la victoria final de su carrera.

## Estilo y personaje de lucha libre profesional
Kurihara suele realizar numerosos dropkicks durante sus combates, incluidos missile dropskicks desde la cuerda superior. Ella no tiene miedo de golpear fuerte y recibir golpes fuertes, lo que llevó al luchador estadounidense Steve Corino, quien trabajó para Pro Wrestling SUN y se enfrentó a ella en una lucha de equipos mixtos, a llamarla «la pequeña niña Kawada» (en referencia a Toshiaki Kawada).

## Vida personal
El restaurante de barbacoa yakiniku (焼肉) de sus padres en Tokio, «Las Tres Joyas» (三宝), no solo era un lugar donde los luchadores solían comer, sino que también patrocinaba eventos de lucha libre profesional. Kurihara jugó baloncesto en la escuela secundaria en Tokio y, después de graduarse, fue a trabajar en el restaurante de su familia.
Kurihara está casada con el luchador profesional Yoshi-Hashi.

## Campeonatos y logros
- Consejo Mundial de Lucha Libre
  - Campeonato Mundial Femenil del CMLL (1 vez)[10]
- Dramatic Dream Team
  - Ironman Heavymetalweight Championship (2 veces)[24][25]
- JDStar
  - League Princess Best Bout Award (2006) vs. Shuu Shibutani el 4 de mayo[26]
- NEO Japan Ladies Pro-Wrestling
  - NEO Single Championship (1 vez)[20]
  - NEO Tag Team Championship (1 vez) – con Yoshiko Tamura[20]
  - NWA Women's Pacific Championship (1 vez)[20]
  - Best Bout of the Night (31 de diciembre de 2006) – vs. Shuu Shibutani
- Nikkan Sports
  - Joshi Puroresu Best Tag Team Award (2010) con Yoshiko Tamura[27]
- Oz Academy
  - Oz Academy Tag Team Championship (1 vez) – con Akino[16]
  - Best Wizard Award (2 veces)
    - Best Tag Team Match Award (2012) con Akino vs. Aja Kong & Sonoko Kato el 19 de agosto[28]
    - MVP Award (2012)[28]
- Pro Wrestling Wave
  - POK Championship (1 vez)[29]
  - Wave Tag Team Championship (1 vez) – con Kana[30]
  - Catch the Wave (2012)[15]
  - Dual Shock Wave (2011) – con Kana[30]
  - Catch the Wave Award (2 veces)
    - Best Bout Award (2011) vs. Yumi Ohka el 29 de mayo[31]
    - Best Bout Award (2012) vs. Syuri el 24 de junio[15]
- Shimmer Women Athletes
  - Shimmer Tag Team Championship (1 vez) – con Ayako Hamada[8]
- Xtreme Latin American Wrestling
  - X-LAW Women's Extreme Championship (1 vez)[32]